# Sexualität
Sexualität (sinngemäß „Geschlechtlichkeit“, von spätlat. sexualis; aus lateinisch sexus „Geschlecht“) bezeichnet im engeren biologischen Sinne die Gegebenheit von (mindestens) zwei verschiedenen Fortpflanzungstypen (Geschlechtern) von Lebewesen derselben Art, die nur jeweils zusammen mit einem Angehörigen des (bzw. eines) anderen Typus (Geschlechts) zu einer zygotischen Fortpflanzung fähig sind. Hier dient die Sexualität einer Neukombination von Erbinformationen.
Im sozio- und verhaltensbiologischen Sinne bezeichnet der Begriff die Formen dezidiert geschlechtlichen Verhaltens zwischen Geschlechtspartnern. Bei vielen Wirbeltieren hat das Sexualverhalten zusätzliche Funktionen im Sozialgefüge der Population hinzugewonnen, die nichts mehr mit dem Genomaustausch zu tun haben müssen, so dass dann die handelnden Partner auch nicht unbedingt unterschiedlichen Geschlechts sein müssen.
Im weiteren Sinn bezeichnet Sexualität die Gesamtheit der Lebensäußerungen, Verhaltensweisen, Empfindungen und Interaktionen von Lebewesen in Bezug auf ihr Geschlecht. Zwischenmenschliche Sexualität wird in allen Kulturen auch als ein möglicher Ausdruck der Liebe zwischen zwei Personen verstanden.

## Begriff
Der Begriff Sexualität geht zurück auf Lateinisch sexus als Begriff für das biologische Geschlecht von Lebewesen, er leitet sich etymologisch ab von secare: Schneiden. Der Wortstamm bezieht sich also zunächst nicht auf einen Vorgang, sondern auf die morphologische Verschiedenheit der Geschlechter (heute Sexualdimorphismus genannt). Das Wort Sexualität wurde zunächst als biologischer Fachbegriff eingeführt und ist erst viel später in den allgemeinen Sprachgebrauch übernommen worden. Die frühesten Verwendungen, Mitte des 18. Jahrhunderts, stehen alle im Zusammenhang mit dem von dem schwedischen Naturforscher Carl von Linné eingeführten System des Pflanzenreichs anhand sexueller Merkmale. Linné selbst beschreibt 1735 einen „Clavis Systematis Sexualis“ (einen systematischen Schlüssel anhand von Sexualmerkmalen). Frühester Beleg für die lateinische Verwendung als Substantiv ist der Titel der Dissertation De sexualitate plantarum ante Linnæum cognita des dänischen Botanikers C.C. Krøyer im Jahr 1761. Im Zusammenhang mit Moosen war die erste Verwendung im Französischen 1775 in einer Arbeit von Noël Martin Joseph de Necker, der erste Nachweis im Englischen 1789 in der Rezension eines Gedichts von Erasmus Darwin über die „Liebe der Pflanzen“ (The loves of the plants). Im Deutschen stammen die ersten Verwendungen aus den 1790er Jahren, immer im Zusammenhang mit der Sexualität der Pflanzen. Der Philosoph Friedrich Wilhelm Joseph Schelling spricht 1799 (in seinem Ersten Entwurf eines Systems der Naturphilosophie) schon von  der „allgemeinen Sexualität in der organischen Natur“. Eine Anwendung auf den Menschen gibt es aber nicht vor dem 19. Jahrhundert.

## Evolution der Sexualität
Die Herausbildung der Sexualität ist einer der Hauptfaktoren und gleichzeitig ein Ergebnis der biologischen Evolution. Die Entstehung von genetisch unterschiedlichen Geschlechtern und Paarungstypen gilt als Ausgangspunkt für die Entwicklung höherer Lebewesen aus ursprünglich geschlechtslosen Einzellern, die sich nur asexuell (vegetativ) fortpflanzen. Auf der Ebene der Einzeller, besonders bei den Ciliaten, gibt es auch Arten mit mehr als zwei unterschiedlichen Paarungstypen und abgestufter Fähigkeit zur Bildung von Zygoten.

## Genetische Grundlagen
Die Sexualität hat sich vermutlich erst vor ca. 600 Millionen Jahren im Neoproterozoikum etabliert. Vermochten sich die Lebewesen anfangs nur durch einfache Zellteilung unter Vermehrung fortzupflanzen, was fast ausschließlich zu genetisch identischen Nachkommen führte, ist am Ende dieses Evolutionsschrittes die Fortpflanzung mit einer Vereinigung und Neuaufteilung der Genome zweier Individuen verbunden, was zu genetisch verschiedenen Nachkommen führt. Dadurch wird die Variabilität der Individuen einer Population und damit deren Fähigkeit zur Anpassung erhöht. Die Wahrscheinlichkeit, dass zwei verschiedene Genome vereinigt werden, wird dadurch erhöht, dass es mindestens zwei verschiedene Paarungstypen gibt und nur die Genome zweier verschiedener Paarungstypen vereinigt werden können. Die Vereinigung von identischen Genomen wird so verhindert. Bei den meisten Lebewesen kommen nur jeweils zwei Paarungstypen vor, die im Fall der Oogamie als Geschlechter mit männlich und weiblich bezeichnet werden.
Bei vielen Einzellern besteht der sexuelle Akt aus der Verschmelzung ganzer Individuen, einige Einzeller, wie das Pantoffeltierchen, sind fähig zur Konjugation, bei der das Genom oder Teile davon ausgetauscht werden. Auch manche Bakterien können durch Konjugation extrachromosomale DNA oder unter bestimmten Bedingungen Teile des Genoms (DNA) von einem Individuum auf ein anderes übertragen; dies geschieht unabhängig von der Vermehrung, die meistens durch Zellteilung erfolgt. Bei höher entwickelten Eukaryoten (d. h. Tieren, Pflanzen, Pilzen und Protisten) bedeutete die Trennung in verschiedene Geschlechter den Übergang zur geschlechtlichen Fortpflanzung durch den Austausch und die Rekombination des Genoms bei der Befruchtung und die Bildung einer befruchteten Keimzelle. Dieser fand bei den Pflanzen im Verlauf der Stammesgeschichte durch eine Verlagerung der Phasen im Generationswechsel statt.
Die Entwicklung eines durch Hormone gesteuerten Systems war ein weiterer Schritt zur Herausbildung sexueller Verhaltensweisen. Neben der Fortpflanzung mittels Austausch von Erbinformationen hat geschlechtlicher Verkehr bei höheren Organismen teils auch eine soziale Bedeutung, insbesondere bei den Primaten (wie dem Menschen und den Bonobos).

## Zoologische Grundlagen

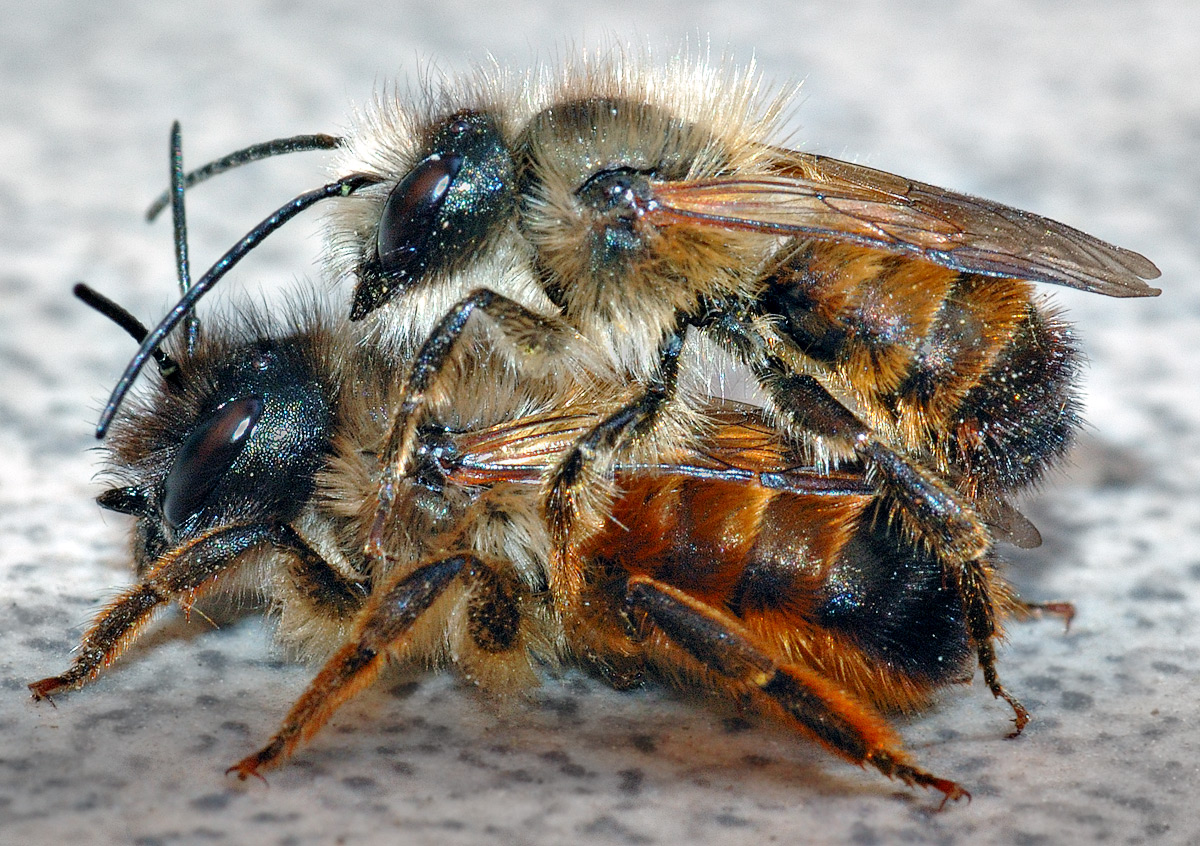
Kopulation zweier Roter Mauerbienen

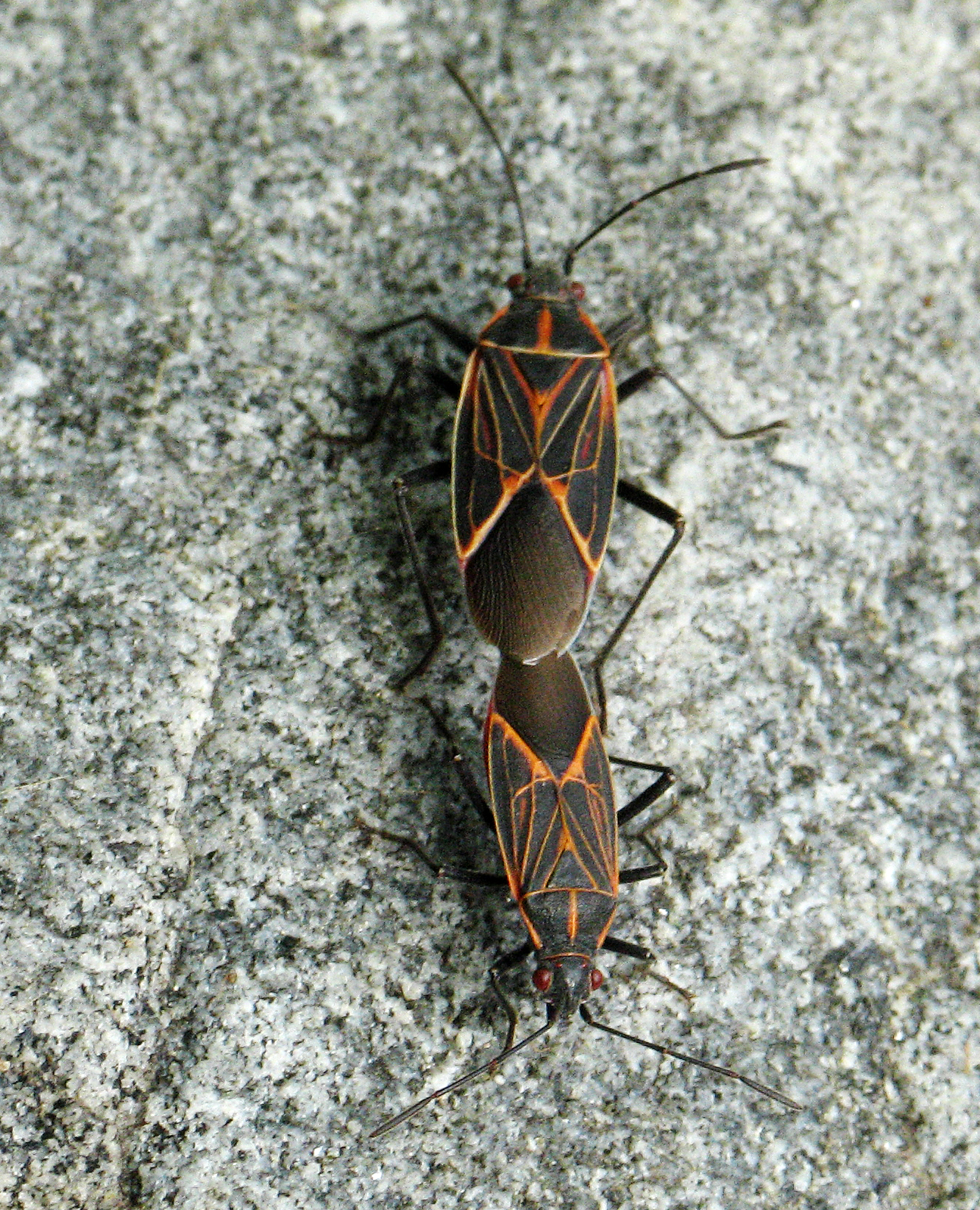
Kopulation zweier Wanzen

Für männliche Individuen vieler, jedoch bei weitem nicht aller Spezies gilt, dass sie mit dem Geschlechtsakt ihren biologischen Anteil zur erfolgreichen Reproduktion bereits beigetragen haben. Die ethologischen Erkenntnisse der letzten Jahre zeigen aber auch, dass für viele Tierarten und den Menschen die gemeinsame Sexualität die Basis für vielfältigste weitergehende Sozialstrukturen darstellt, die im Extremfall lebenslange exklusive Sexualpartnerschaft zwischen einem Weibchen und einem Männchen bedeuten kann.
Allen Sexualverhaltensmustern, die oft nach einem starren Schema ablaufen, ist gemeinsam, dass sie auf etwas oder jemanden in der Außenwelt des Individuums gerichtet sind (siehe auch Torbogenschema); in der Regel ist dies bezüglich eines optimalen Reproduktionserfolgs ein gegengeschlechtlicher Artgenosse. Gleichgeschlechtliche Artgenossen können sich auf natürliche Weise nicht fortpflanzen.

## Menschliche Sexualität
Beim Menschen und bei anderen Primaten ist die Sexualität im Gegensatz zu vielen anderen Tieren kein reines Instinktverhalten, sondern unterliegt auch Entscheidungsprozessen und ist in die jeweiligen sozialen Organisationsformen eingebettet. Menschen drücken ihre sexuelle Anziehung zum anderen durch unterschiedliche Formen und Aspekte aus: Zärtlichkeiten, Worte, verschiedene sexuelle Praktiken, besitzergreifendes Verhalten (siehe auch Begierde).
Die Sexualität des Menschen beeinflusst seine Psyche, seine persönliche Entwicklung, die Formen seines Zusammenlebens sowie – auch beeinflusst von der Sexualmoral – die gesamte Sozialstruktur, also die Kultur und Gesellschaft, in der er lebt.
Außer der am weitesten verbreiteten Ausrichtung des Sexualverhaltens, der Heterosexualität, weist das Sexualverhalten des Menschen weitere sexuelle Orientierungen auf. Dazu gehören zum Beispiel die Homosexualität, d. h. die Ausrichtung des Sexualtriebs auf das eigene Geschlecht, die Bisexualität, die sich auf beide Geschlechter richtet, die Asexualität, bei der kein Verlangen nach Sex – weder mit dem männlichen noch weiblichen Geschlecht – besteht. Es gibt auch verschiedene sexuelle Präferenzen wie die fetischistische Sexualität, die sich auf unbelebte Gegenstände oder bestimmte Handlungen richtet. Früher teilweise tabuisiert und gar unter Strafe gestellt, gewinnen etliche dieser Ausrichtungen heute in aufgeklärten Gesellschaften an Akzeptanz und sind in vielen Ländern heute erlaubt.